# Geschichte Laos’
Dieser Artikel wurde auf der Qualitätssicherungsseite der Redaktion Geschichte eingetragen (dort auch Hinweise zur Abarbeitung dieses Wartungsbausteins), weil er noch inhaltliche oder formale Mängel hat. Bitte hilf mit, die genannten Einwände zu klären und etwaige Mängel dieses Artikels zu beseitigen, und beteilige dich bitte an der Diskussion!
Die Geschichte Laos’ umfasst die Entwicklungen auf dem Gebiet der Demokratischen Volksrepublik Laos von der Urgeschichte bis zur Gegenwart. Das Gebiet des heutigen Laos auf dem südostasiatischen Festland wurde nach archäologischen Funden in der Ebene der Tonkrüge bereits ab dem 6. Jahrtausend v. Chr. besiedelt. Nach diesen Funden im Norden wurde auf eine hochentwickelte Kultur zu Beginn der christlichen Zeitrechnung vermutet. Das Land wurde zunächst von verschiedenen Stämmen Indochinas entlang des Mekong besiedelt. Es wurde zunächst von den Funan im 1. Jahrhundert n. Chr., später von den Chenla ab dem 6. Jahrhundert n. Chr., aus denen das Reich Khmer entstand. Vermutlich ab dem 8. Jahrhundert n. Chr. wanderten die zu den Thaivölkern gehörenden Laoten aus ihrer Heimat in Südwestchina in das Gebiet des heutigen Laos ein. Mehrere Jahrhunderte standen die Bewohner unter der Oberherrschaft des mächtigen Khmer-Reiches von Angkor. Das Sukhothai-Reich der Thai vertrieb die Khmer und herrschte zeitweise über das heutige Thailand, Laos und Kambodscha. Das Reich Sukhothal zerfiel im 14. Jahrhundert in kleine Teilstaaten, Müang, bevor es als Reich von Ayutthaya wieder geeint wurde.
1353 konnten die Laoten sich unter Führung ihres Herrschers Fa Ngum vom Großreich lösen und gründeten das Königreich Lan Chang (Land der Millionen Elefanten). Lan Chang zerfiel 1707 in die rivalisierenden Königreiche Vientiane und Luang Prabang und 1713 entstand ein drittes Reich im Süden des Landes, Champassak.
In der 2. Hälfte des 18. Jahrhunderts kamen alle Kleinreiche unter die Oberherrschaft des Reiches von Siam. 1888–1893 führte Frankreich einen Krieg gegen Siam um Laos, nachdem es 1887 Vietnam und Kambodscha unter seine Herrschaft gebracht hatte. Die drei Reiche Vientiane, Luang Prabang und Champassak wurden 1893 französisches Protektorat unter dem Namen Laos und an Französisch-Indochina angegliedert. Während des Zweiten Weltkrieges nach der Besetzung Frankreichs durch Deutschland im Mai/Juni 1940/1941 besetzten japanische Truppen Laos und ließen die französische Kolonialverwaltung bestehen. Im März 1945 wurden die letzten französischen Truppen inhaftiert. Nach der japanischen Niederlage im August 1945 wurde die Unabhängigkeit Laos proklamiert. Doch nach der japanischen Niederlage landeten die französischen Kolonialtruppen Ende 1945 in Indochina und drangen auch nach Laos vor und setzten 1946 die laotische Regierung ab. 1947 erklärte eine neue Verfassung Laos zur konstitutionellen Monarchie. 1949 wurde Laos unabhängiges Königreich innerhalb der Französischen Union. Während des französischen Indochinakrieges 1946–1954 konnte die kommunistische Untergrundbewegung Pathet Lao etwa die Hälfte von Laos einnehmen. Im Genfer Indochina Abkommen 1954 erhielt Laos die endgültige Unabhängigkeit von Frankreich. Laos wurde Königreich. Ein Waffenstillstand wurde vereinbart.
Immer wieder brach ein Bürgerkrieg aus. Das Land wurde Ende der 1960er Jahre in den Vietnamkrieg hineingezogen, der sich zum Indochinakrieg ausweitete. 1975 übernahmen die Kommunisten die Macht in Laos und es wurde die Demokratische Volksrepublik Laos ausgerufen. Zunächst wurde die Planwirtschaft eingeführt. 1991 wurde in der neuen Verfassung der Sozialismus als Staatsziel aufgegeben und die Religionsfreiheit eingeführt, jedoch der Führungsanspruch der Regierungspartei Laotische Revolutionäre Volkspartei (LRVP) beibehalten. Auch wurde die Wirtschaft mit der Einführung marktwirtschaftlicher Grundsätze liberalisiert.

## Laos im Altertum
Archäologische Funde belegen eine Besiedlung des Gebietes des heutigen Laos bereits ab dem 6. Jahrtausend v. Chr. Seit ca. 4000 v. Chr. wurde von sesshaften Bauern Ackerbau betrieben. Mit der Verwendung von Eisenwerkzeugen ca. 700 v. Chr. begann die Eisenzeit. Es wurden Handelsbeziehungen zu den Kulturen in Indien und China entdeckt. Die Funde auf dem Tran-Ninh-Plateau (Ebene der Tonkrüge) im Norden des Landes lassen auf eine hochentwickelte Kultur zu Beginn der christlichen Zeitrechnung schließen. Es entstanden Steinmonumente in der Ebene der Tonkrüge. Das Gebiet kam unter der Hoheit des Reiches Funan, das im 1. Jahrhundert n. Chr. im Mekongdelta gegründet wurde und sich entlang des Mekong ausdehnte. Es wurde von Indien kulturell beeinflusst. Im 6. Jahrhundert n. Chr. löste das Reich Chenla das Reich Funan im unteren Mekonggebiet ab. Daraus entwickelte sich das Reich der Khmer, die Kambodschaner. Unter den Herrschern von Angkor erreichte das Reich Khmer im 12.–13. Jahrhundert seinen Höhepunkt. Es herrschte über Gebiete im heutigen Laos.

## Die Laoten
Die Laoten gehörten zu den Thaistämmen und siedelten in Südwestchina. 649–902 bestand im Südwesten Chinas und in Südostasien das zeitweise mächtige Reich Nanzhao. Vermutlich ab dem 8. Jh. wanderten die Laoten in das Gebiet des heutigen Laos ein. Es breitete sich der Buddhismus und Hinduismus aus. Es wurde Reis, Kaffee und Tee angebaut. Auf dem Gebiet des Reiches Nanzhao behielt das Gebiet als Dali die Unabhängigkeit unter chinesischen Einfluss. Die Mongolen beendeten 1253/54 die Unabhängigkeit von Dali. Das Reich der Thai von Sukhothai (Königreich) drang unter Rama Khamheng (1279–1298) in Norden Laos vor und zerstörten das Großreich der Khmer. Es herrschte zeitweise über Gebiete des heutigen Thailand, Laos und Kambodscha. Unter der Oberhoheit entstanden Müang, unabhängige Fürstentümer und Stadtstaaten, die dem König der Thai Tribut leisteten. Es zerfiel im 14. Jh. in kleinere Einzelreiche, bevor es als Reich der Thai von Ayutthaya 1350 vereinigt wurde.

## Lan Xang
1353 konnten die Laoten sich unter Führung von Fa Ngum sich von dem Großreich der Thai von Ayutthaya lösen und das laotische Reich Lan Xang (Land der Millionen Elefanten) gründen. Die Hauptstadt war Muong Swang.
Der Buddhismus wurde zur Staatsreligion. Der Staat war ein loser Verband lockerer Fürstentümer, sogenannter Müang. Es entstand kein Nationalstaat im europäischen Sinn. Ein Heer wurde aufgestellt. Es lebten dort viele Elefanten und es kam unter chinesischen Einfluss. 1563 wurde die Hauptstadt nach Vientiane verlegt. Im 15. und 16. Jh. brachen mehrere Kriege gegen die Nachbarstaaten Vietnam und Birma aus. Unter der Herrschaft des Königs Sulinyavongsas 1638–1694 erreichte das Reich Lan Xang einen Höhepunkt. 1707 zerfiel das Reich Lan Xang in die zwei rivalisierenden Königreiche Vientiane und Luang Prabang, 1713 entstand das dritte Reich Champassak im Süden.

## Die Teilreiche
Die Teilreiche Vientiane, Luang Prabang seit 1707 und Champassak waren unabhängige Königreiche. Die Einheit des alten Reiches Lan Xang wurde nicht mehr hergestellt.
Sie waren wiederholten Invasionen der Nachbarreiche Birma, Siam und Vietnam ausgesetzt. Diese erhoben Anspruch auf Oberhoheit. Die Herrscher der laotischen Teilreiche näherten sich mal dem einen oder anderen Nachbarstaat zu. Die Ansprüche Siams und Vietnams überschnitten sich. Die laotischen Staaten bildeten einen Puffer zwischen den Staaten Siam und Vietnam. Die Herrscher der laotischen Teilstaaten zahlten mal dem einen Nachbarreich und mal dem anderen Nachbarreich und auch mehreren gleichzeitig Tribut.

## Unter siamesischer Herrschaft
In der zweiten Hälfte des 18. Jahrhunderts kamen alle Kleinreiche unter die Oberherrschaft des Reiches von Siam (Thailand). Es gelang jedoch dem Teilreich Luang Prabang durch Kooperation mit Siam gegen das aufständische Vientiane, das sich 1827 gegen Siam erhob, eine gewisse Eigenständigkeit zu bewahren. Die Siamesen und Luang Prabang schlugen den Aufstand nieder. Die Gebiete gehörten mit einigen Teilen Siams und Birmas zum goldenen Dreieck, in dem Opium angebaut wurde.

## Französische Kolonialherrschaft
1893 führte Frankreich einen Krieg gegen Siam um die Gebiete von Laos. Nach dem Sieg der Franzosen wurden die drei Gebiete Vientiane, Luang Prabang und Champassak als Protektorat Laos an Französisch-Indochina angegliedert. Siam erkannte den Protektoratsstatus von Laos an und blieb unabhängig. Der Mekong, der bis dahin wichtigste Verbindungsader des Gebiets der Lao war, wurde nun zum Grenzfluss zwischen einem siamesisch und einem französisch kontrollierten Teil. Die westlich des Mekong gelegenen Gebiete, die bei Siam (heute Thailand) verblieben, wurden seither als Isan (Nordostthailand) bezeichnet.
Für Frankreich hatte Laos vor allem strategische Bedeutung zur Abgrenzung zum britischen Kolonialreich zur Kolonie Britisch-Indien mit dem Gebiet Birma. Laos hatte wirtschaftlich kaum Bedeutung für die französische Kolonialmacht. Es lebten 70 Völker in dem Gebiet, die größten waren die Laoten, die Mon, die mit dem Khmer verwandt waren. Die Hmong lebten in Laos und Vietnam. Nach dem Ersten Weltkrieg 1914–1918 festigte Frankreich seine Herrschaft in Indochina. Es wurden Eisenbahnlinien gebaut. In der ersten Hälfte des 20. Jahrhunderts entstanden mehrere Widerstandsbewegungen gegen die französische Herrschaft.
Nach dem Sieg Deutschlands im Westfeldzug 10. Mai bis 22. Juni 1940 im Zweiten Weltkrieg gegen Frankreich wurde Indochina von der Vichy-Regierung kontrolliert. Japan forderte am 22. September 1940 die Überlassung von Stützpunkten in Nordindochina. Die französische Regierung beugte sich dem Druck und überließ den japanischen Truppen ohne Widerstand Stützpunkte in Nordvietnam. Am 2. Juli 1941 besetzten die japanischen Truppen auch Laos, Südvietnam und Kambodscha. Die Vichy-Verbände leisteten keinen Widerstand. Dafür ließen die Japaner die französische Kolonialverwaltung im Amt. Gegen die japanische Besatzung erhoben sich laotische Widerstandskämpfer verschiedener politischer Richtungen. 1944 wurde die kommunistische Widerstandsbewegung gegründet. Im März 1945 internierte die japanische Armee die französischen Kolonialtruppen der Vichy-Regierung, die inzwischen nach Sigmaringen verlegt worden war. Die japanische Besatzung unterstütze nun Widerstandsbewegungen in Indochina. Nach der japanischen Kapitulation am 10. August, der zustimmenden Antwort der Alliierten am 11. August, wurde Indochina von japanischen Truppen gehalten. Am 2. September 1945 wurde die Kapitulation Japans vor den Alliierten auf dem Schlachtschiff Missouri unterzeichnet.
Im September 1945 landeten französische Truppen mit britischer Unterstützung in Laos. Am 10. Oktober 1945 konstituierte sich eine Volksversammlung von Widerstandsbewegungen in Vientiane, die am 12. Oktober eine provisorische Regierung des Freien Laos bildete und die Unabhängigkeit ausrief. Doch die französische Kolonialverwaltung setzte die provisorische Regierung des Freien Laos 1946 wieder ab und übernahm wieder die Oberhoheit in Laos. Dem Land wurde eine beschränkte innere Selbstverwaltung gewährt. 1947 erklärte eine neue Verfassung Laos zur konstitutionellen Monarchie mit König Sisavang Vong auf dem Thron unter französischer Kolonialverwaltung. 1949 gewährte Frankreich Laos die Unabhängigkeit innerhalb der Französischen Union.
Prinz Souphanouvong gründete 1950 den Pathet Laos aus der kommunistischen Untergrundbewegung, die sich mit den vietnamesischen kommunistischen Việt Minh unter Ho Chi Minh verbündeten. Der Erste Indochinakrieg griff auf Laos über. Der Pathet Lao kämpfte gegen die französische Armee und laotischen Hilfstruppen und erhielt Waffenlieferungen von der UdSSR und VR China. Am 22. Oktober 1953 bildete der neutralistische Prinz Souvanna Phouma die neue laotische Regierung. Prinz Susanna Vong errichtete eine Revolutionsregierung mit Unterstützung der nordvietnamesischen Viet-Minh. Sie wurden aber zurückgeschlagen. Bis 1954 nahmen die Pathet Lao etwa die Hälfte Laos ein. Auf der Genfer Indochinakonferenz vom 26. April bis 21. Juli 1954 mit Teilnahme der vier Großmächte, der VR China und Vertretern Vietnams, des Viet-Minh, Laos und Kambodschas wurde am 21. Juli 1954 das Genfer Indochina-Abkommen abgeschlossen: Laos erhielt die volle Unabhängigkeit, die französischen Kolonialtruppen wurden abgezogen, ein Waffenstillstand zwischen Regierungstruppen und den Partisanen des Pathet Lao wurde vereinbart und Laos verpflichtete sich zur Neutralität.

## Königreich Laos
Das Königreich Laos erhielt am 21. Juli 1954 die vollständige Unabhängigkeit und war Mitglied in der Union française. Die französische Armee zog sich zurück. Laos erhielt Aufbau- und Entwicklungshilfe von westeuropäischen Staaten und den USA. Das Frauenwahlrecht wurde 1956 eingeführt. 1956/57 unterstellten die kommunistischen Pathet Lao ihre Truppen der Regierung. Im Dezember 1956 trat Laos aus der Union Française aus, die sich auflöste. Eine rechtsgerichtete Regierung unter faktischer Führung des Generals Phoumi Nosavan gelangte in Laos an die Regierung, die sich an die USA annäherte. 1959 brach ein offener Bürgerkrieg zwischen den Regierungstruppen Phoumis und den Pathet Lao aus. Die USA unterstützten die Regierungstruppen und die Sowjetunion den Pathet Lao. Prinz Boun Oum, der 1946 auf seine Thronrechte verzichtet hatte, wurde 1960 Ministerpräsident und führte den prowestlichen Kurs fort. Im Mai 1961 vereinbarten auf einer Genfer Laos-Konferenz die Regierung Boun Oum, die Neutralisten unter Prinz Souvanna Phouma und der Pathet Lao unter Prinz Souphanouvong ein Waffenstillstandsabkommen und die Bildung einer Regierung der nationalen Einheit mit Aufnahme der Neutralisten und des Pathet Lao. Dafür gab Boun Oum seinen Posten auf, wirkte aber im Hintergrund weiter. Am 23. Juli 1962 vereinbaren die Teilnehmer der Genfer Laoskonferenz die Neutralisierung Laos, den Abzug aller ausländischen Truppen und die Nichteinmischung in die inneren Angelegenheiten Laos sowie die endgültige Beendigung des Bürgerkrieges.
Im Laufe der 1960er Jahre brach erneut der Bürgerkrieg zwischen dem König Savang Vatthana (seit 1959), der prowestlichen Gruppe unter Boun Oum und den Neutralisten auf der einen Seite sowie den kommunistischen Pathet Lao unter Prinz Souphanouvong auf der anderen Seite erneut aus. Der Pathet Lao verließ die Regierung der nationalen Einheit, die damit auseinanderfiel. Die USA konnten Souvanna Phouma auf ihre Seite ziehen. Die Neutralisten spalteten sich. Nordvietnamesische Truppen besetzten Ende der 1960er Jahre Gebiete in Laos an der Grenze zu Nord- und Südvietnam und errichteten den Ho-Chi-Minh-Pfad zur Nachschubversorgung für ihre Truppen und die verbündeten Vietcong-Rebellen in Südvietnam. So wurde die Nachschubversorgung des Vietcong ungehindert von den US-Bombenangriffen in Vietnam gesichert. Der Pathet Lao kontrollierte gemeinsam mit den Nordvietnamesen diese Gebiete im Osten Laos. Die USA bombardierten diese Gebiete im Osten Laos um den Waffennachschub an den Vietkong einzuschränken. So wurde Laos in den Vietnamkrieg hineingezogen, der sich zum Zweite Indochinakrieg ausweitete. Die US-Luftwaffe setzte Kampfstoffe zur Entlaubung bei den Bombenangriffen in Laos ein. 1970 besetzten die Nordvietnamesen und Pathet Lao die strategisch wichtige Ebene der Tonkrüge. Die Hmong unterstützten die Regierungstruppen und die US-Verbände. Nach dem Waffenstillstand im Vietnam bei den Pariser Friedensverhandlungen am 27. Januar 1973 schlossen die Kriegsparteien am 21. Februar 1973 in Laos einen Waffenstillstand. Die US-Luftwaffe stellte die Bombenangriffe in Laos ein und die Regierungstruppen, die nordvietnamesische Armee und der Pathet Lao stellten auch die Kämpfe ein. Die laotische Regierung und der Pathet Lao nahmen Verhandlungen zur Beendigung des Bürgerkrieges auf. Der Abzug der US-Verbände wurde im Juni 1974 abgeschlossen und Boun Oum floh nach Thailand. 1974 wurde eine neue Regierung der nationalen Einheit unter Führung von Ministerpräsident Souvanna Phouma mit Pathet-Lao-Politikern gebildet.
Nach der kommunistischen Machtübernahme in Kambodscha durch die Roten Khmer am 17. April 1975 und der Besetzung Südvietnams durch die Nordvietnamesen und der FLN am 30. April 1975 gelang auch in Laos dem Pathet Lao am 24. August 1975 die Machtübernahme. Sie riefen die Demokratische Volksrepublik Laos aus und Souphanouvong wurde erster Staatspräsident.

## Demokratische Volksrepublik Laos
Nach der Machtübernahme durch die Kommunisten im August 1975 beschloss eine Nationalversammlung am 2. Dezember desselben Jahres die Abschaffung der Monarchie. König Savang Vatthana dankte ab und Staatschef Suvanna Vong proklamierte die Demokratische Volksrepublik Laos. Er wurde zum ersten Staatspräsidenten gewählt. Der Pathet Lao wurde zur Laotischen Revolutionären Volkspartei, die zur Einheitspartei wurde. Kaysone Phomvihane wurde Premierminister der Demokratischen Volksrepublik Laos. Die anderen Parteien wurden verboten.
Zahlreiche Laoten flohen in die USA, nach Australien, Thailand und nach Frankreich, die Hmong wurden verfolgt. Laos war eng mit der Sozialistischen Republik Vietnam und der Sowjetunion verbündet. Es bestand kaum Industrie, und es wurde zunächst die Planwirtschaft eingeführt. Vor allem kommunistische Staaten des Ostblocks leisteten Wiederaufbau- und Entwicklungshilfe. Die kommunistische Regierung verhaftete Oppositionelle und inhaftierte sie in Umerziehungslagern. Viele intellektuelle Oppositionelle und geistliche Würdenträger des Buddhismus flüchteten ins Ausland. 1978 wurde die Kollektivierung der Landwirtschaft abgeschlossen. Die antikommunistische Meo-Bevölkerung, die Hmong, wurde umgesiedelt.
Nach Kreis- und Provinzwahlen fanden am 26. März 1989 erstmals seit 1975 Parlamentswahlen statt, bei denen nur von der LRVP genehmigte Kandidaten antreten durften. Die Planwirtschaft führte zu einer Verschlechterung der wirtschaftlichen Lage des Landes. Es war das ärmste Land Südostasiens, das durch den Bürgerkrieg ohnehin geschwächt war.
Seit 1986 wurde eine Liberalisierung der Wirtschaft eingeführt. Am 14. August 1991 verabschiedete die Volksversammlung die erste Verfassung nach der Machtübernahme der Kommunisten. Der Führungsanspruch der LRVP wurde festgeschrieben, jedoch wurde der Sozialismus nicht mehr als Staatsziel genannt und das Recht auf freie Religionsausübung wurde eingeführt. Marktwirtschaftliche Grundsätze wurden eingeführt. 1994 wurde die Sonderzone Saysomboun gebildet, um die ansässige Bevölkerung besser kontrollieren zu können.
1996 schloss die EU mit Laos ein Kooperationsabkommen. 1997 wurde Laos in den südostasiatischen Staatenverbund ASEAN aufgenommen. Während der Wirtschafts- und Währungskrise im asiatischen Raum Ende der 1990er Jahre erlitt die laotische Wirtschaft schwere Verluste. Es häuften sich Proteste gegen die kommunistische Regierung. Die Sonderzone Saysomboun wurde Anfang 2006 wieder aufgelöst. Nach Berichten internationaler Menschenrechtsorganisationen zufolge soll es zu schwersten Menschenrechtsverletzungen des Militärs gegenüber den dort ansässigen Hmong gekommen sein. Im Dezember 2009 wurden ca. 4500 Angehörige der Volksgruppe Hmong von Thailand nach Laos ausgewiesen. Sie wurden in das Siedlungsgebiet Xaisomboun angesiedelt. 2013 wurde die Provinz Saysomboun geschaffen.